# Storyboard
Storyboard ou Esboço sequencial são organizadores gráficos tais como uma série de ilustrações ou imagens arranjadas em sequência com o propósito de pré-visualizar um filme, animação ou gráfico animado, incluindo elementos interativos em websites. Sendo um roteiro desenhado, seu layout gráfico se assemelha a uma história em quadrinhos.
O processo de storyboard, na forma como é conhecido hoje, foi desenvolvido na Walt Disney Productions no início da década de 1930, após vários anos de processos semelhantes em uso na Walt Disney e em outros estúdios de animação.
Na área de engenharia de software é utilizado para melhoria na documentação dos requisitos no processo de desenvolvimento de software.

## Origens

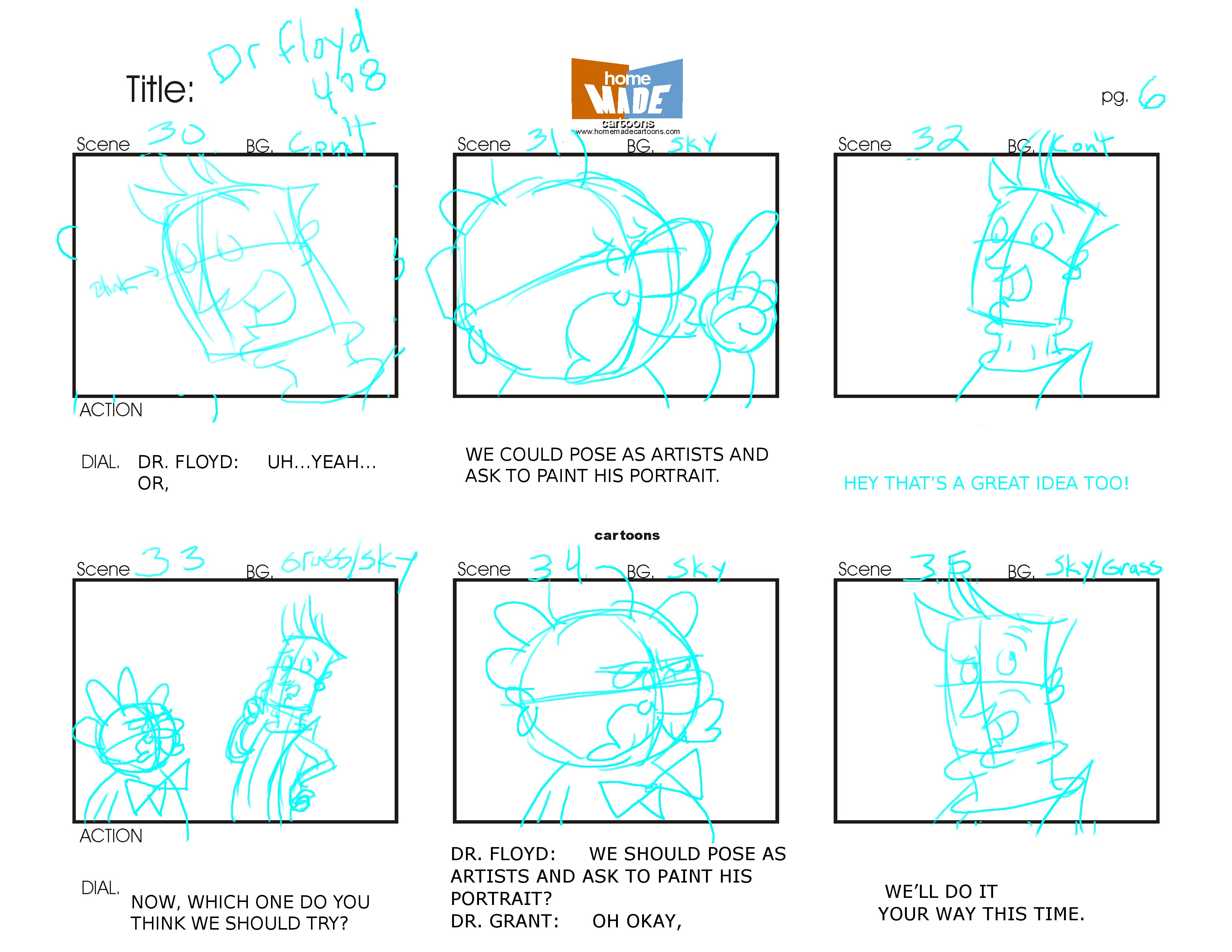
Exemplo de storyboard

A criação do storyboard é atribuída a um dos primeiros cineastas, o francês Georges Méliès (1861-1938). O processo de storyboarding, no formato em que é conhecido atualmente, foi desenvolvido no Walt Disney Studios durante o começo da década de 1930, depois de anos de utilização de processos similares em outros estúdios de animação.
Na biografia de seu pai, The Story of Walt Disney (Henry Holt, 1956), Diane Disney Miller explica que os primeiros storyboards completos foram criados para o curta Three Little Pigs da Disney, em 1933. De acordo com John Canemaker, em Paper Dreams: The Art and Artists of Disney Storyboards (1999, Hyperion Press), os primeiros storyboards da Disney evoluíram a partir de "esboços de histórias" parecidos com histórias em quadrinhos criados na década de 1920 para ilustrar conceitos para curtas-metragens de desenhos animados como Plane Crazy e Steamboat Willie, e em poucos anos a ideia se espalhou para outros estúdios.
De acordo com Christopher Finch em "The Art of Walt Disney" (Abrams, 1974), a Disney creditou o animador Webb Smith por criar a ideia de desenhar cenas em folhas de papel separadas e prendê-las em um quadro de avisos para contar uma história em sequência, criando assim o primeiro storyboard. Além disso, foi a Disney quem primeiro reconheceu a necessidade de os estúdios manterem um "departamento de história" separado com artistas especializados em storyboards (ou seja, uma nova ocupação distinta dos animadores), pois ele percebeu que o público não assistia a um filme a menos que sua história desse a eles uma razão para se preocupar com os personagens. O segundo estúdio a mudar de "esboços de história" para storyboards foi o Walter Lantz Productions no início de 1935; em 1936, a dupla Harman-Ising e o Leon Schlesinger Productions também seguiram o exemplo. Em 1937 ou 1938, todos os estúdios de animação americanos estavam usando storyboards.
Gone with the Wind (1939) foi um dos primeiros filmes live-action a ser completamente baseado em storyboards. William Cameron Menzies, o designer de produção do filme, foi contratado pelo produtor David O. Selznick para projetar todas as cenas do filme.
O storyboard tornou-se popular na produção de filmes live-action no início da década de 1940 e se tornou um meio padrão para a pré-visualização dos filmes. A curadora da Pace Gallery, Annette Micheloson, redatora da exposição Drawing into Film: Director's Drawings, considerou as décadas de 1940 a 1990 o período em que "o design da produção foi amplamente caracterizado pela adoção do storyboard". Os storyboards agora são uma parte essencial do processo criativo.

## Uso

### Filme

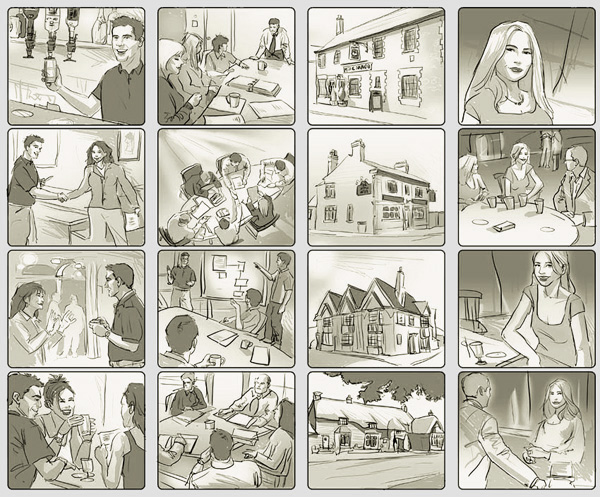
Storyboard de um filme

Um storyboard de filme (às vezes chamado de shooting board) é essencialmente uma série de quadros, com desenhos da sequência de eventos em um filme, semelhante a uma história em quadrinhos do filme ou a uma seção do filme produzida anteriormente. Ajuda diretores de cinema, diretores de fotografia e clientes de comerciais na televisão a visualizar as cenas e encontrar possíveis problemas antes que eles ocorram. Além disso, os storyboards também ajudam a estimar o custo da produção geral e economizam tempo. Muitas vezes, os storyboards incluem setas ou instruções que indicam movimento. Para cenas de ação em ritmo acelerado, as linhas monocromáticas podem ser suficientes. Para filmes dramáticos de ritmo mais lento, com ênfase na iluminação, pode ser necessária uma arte em estilo impressionista em cores.
Ao criar um filme com algum grau de fidelidade a um roteiro, um storyboard fornece um layout visual dos eventos, conforme eles devem ser vistos pelas lentes da câmera. E, no caso da mídia interativa, é o layout e a sequência em que o usuário ou visualizador vê o conteúdo ou as informações. No processo de storyboard, a maioria dos detalhes técnicos envolvidos na criação de um filme ou projeto de mídia interativa pode ser eficientemente descrita em uma imagem ou em texto adicional.

### Animação
Em animação e efeitos especiais, o estágio de storyboard pode ser seguido por modelos simplificados chamados "animatics" para dar uma melhor ideia de como uma cena será exibida com movimento e tempo. Na sua forma mais simples, uma animação é uma sequência de imagens estáticas (normalmente tiradas de um storyboard) exibidas em sincronia com diálogos brutos (como vocais temporais) ou trilha sonora grosseira, fornecendo essencialmente uma visão geral simplificada de como vários elementos visuais e auditivos funcionarão. conjunção um com o outro.
Isso permite que os animadores e diretores resolvam quaisquer problemas de roteiro, posicionamento da câmera, lista de tomadas e tempo que possam existir com o storyboard atual. O storyboard e a trilha sonora são alterados, se necessário, e uma nova animação pode ser criada e revisada pela equipe de produção até que o storyboard seja finalizado. A edição no estágio de animação pode ajudar uma produção a evitar desperdiçar tempo e recursos na animação de cenas que, de outra forma, seriam editadas para fora do filme em um estágio posterior. Alguns minutos de tela na animação tradicional geralmente equivalem a meses de trabalho para uma equipe de animadores tradicionais, que devem desenhar e pintar incansavelmente molduras, o que significa que todo esse trabalho (e salários já pagos) terá que ser amortizado se a cena final simplesmente não funciona no corte final do filme. No contexto da animação por computador, o storyboard ajuda a minimizar a construção de componentes e modelos de cenas desnecessários, assim como ajuda os cineastas de live-actions a avaliar quais partes dos cenários não precisam ser construídas porque nunca entrarão em cena.
Muitas vezes, os storyboards são animados com zooms e movimentos simples para simular o movimento da câmera (usando um software de edição não linear). Essas animações podem ser combinadas com as animações, efeitos sonoros e diálogos disponíveis para criar uma apresentação de como um filme pode ser filmado e cortado. Alguns recursos especiais de DVDs de filmes incluem animações de produção, que podem ter vocais temporários ou até mesmo vocais do elenco real (geralmente onde a cena foi cortada após a fase de gravação vocal, mas antes da fase de produção da animação).
Os animatics também são usados pelas agências de publicidade para criar comerciais de teste baratos. Uma variação, o "rip-o-matic", é feita a partir de cenas de filmes, programas de televisão ou comerciais existentes, para simular a aparência do comercial proposto. Rasgar, nesse sentido, refere-se a rasgar uma obra original para criar uma nova.

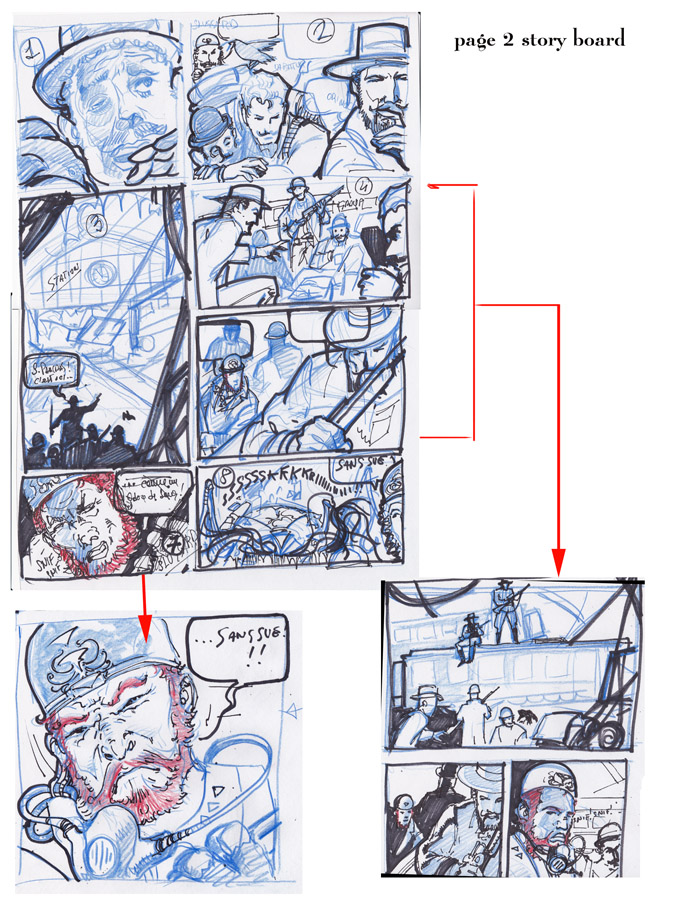
Exemplo de storyboard usado para uma história em quadrinhos, arte de Max Crivello

### Histórias em quadrinhos
Alguns roteiristas usaram desenhos do tipo storyboard (ainda que sejam esboços) para a criação de roteiro de quadrinhos, muitas vezes indicando as ações dos personagens, planos de fundo e colocação de balões com instruções para o desenhista caso sejam necessárias, muitas vezes rabiscadas nas margens e nos diálogos/legendas indicadas. John Stanley e Carl Barks (quando ele estava escrevendo histórias para o título dos Escoteiros-Mirins) são conhecidos por terem usado esse estilo de roteiro. Também é comum ver ilustradores de histórias em quadrinhos trabalhando na produção de storyboards e artes conceituais para cinema e televisão.
Essa técnica também é chamada  de rough (transl. rafe), ou roteiro rafaeado, no mercado japonês, o termo name (ネーム, transl. neemu) é usado pelos artistas de mangá.
Uma outra técnica similar é chamada de roteiro rascunhado ou decupagem,  quando o artista transforma o roteiro em uma página de histórias em quadrinhos esboçada.

### Benefícios
- Apoia o planejamento, informando o que deve ser adquirido, para a realização do projeto.
- Informa visualmente todas as etapas do projeto.
- Possibilita um maior controle e aumenta a probabilidade de êxito no projeto.